# Stigmella taeniola
Stigmella taeniola là một loài bướm đêm thuộc họ Nepticulidae. Nó được tìm thấy ở Utah và Idaho.
Sải cánh dài khoảng 5.2 mm.
Ấu trùng ăn Amelanchier alnifolia. Chúng ăn lá nơi chúng làm tổ. 